# Christuskirche (Neheim)

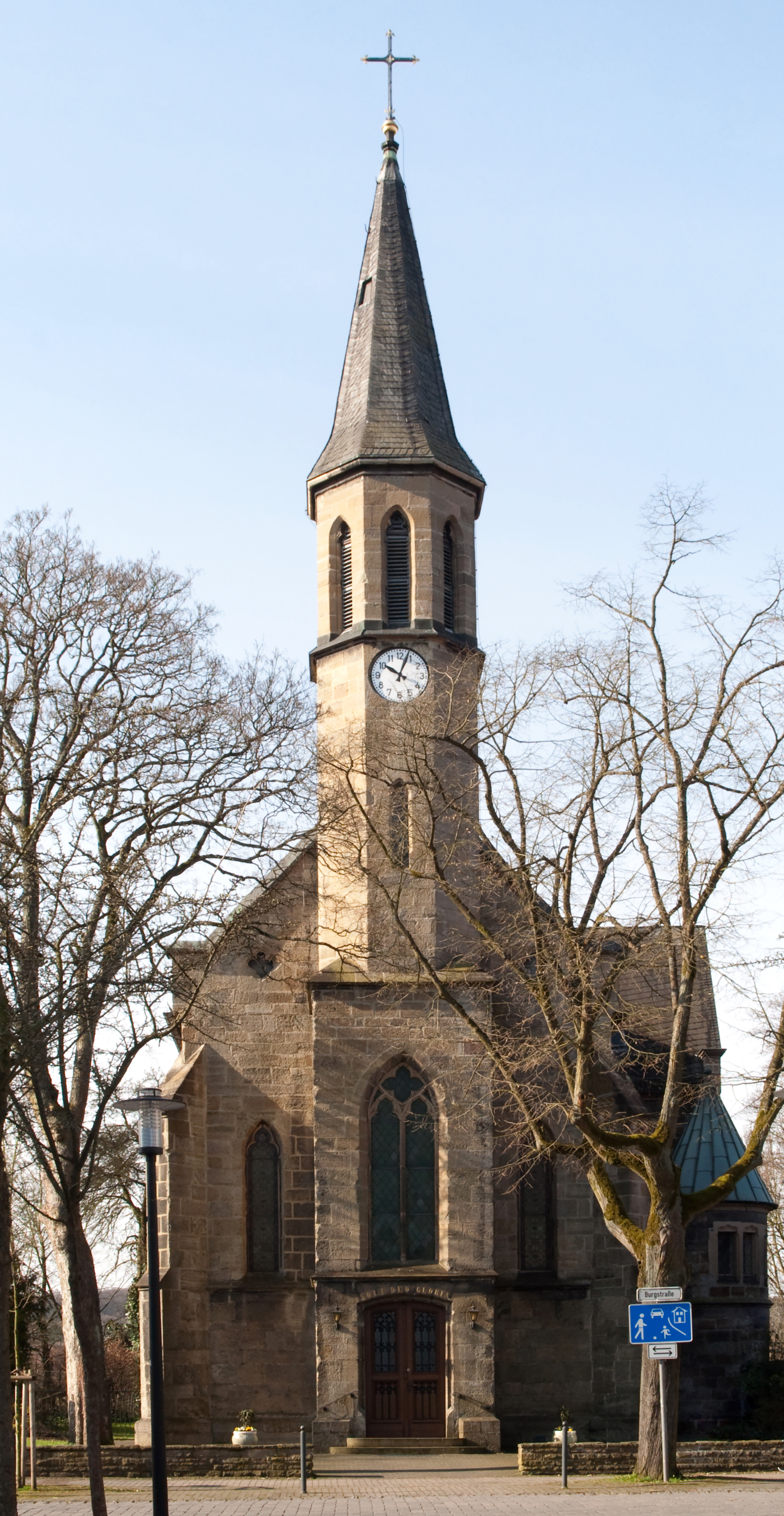
Evangelische Christuskirche

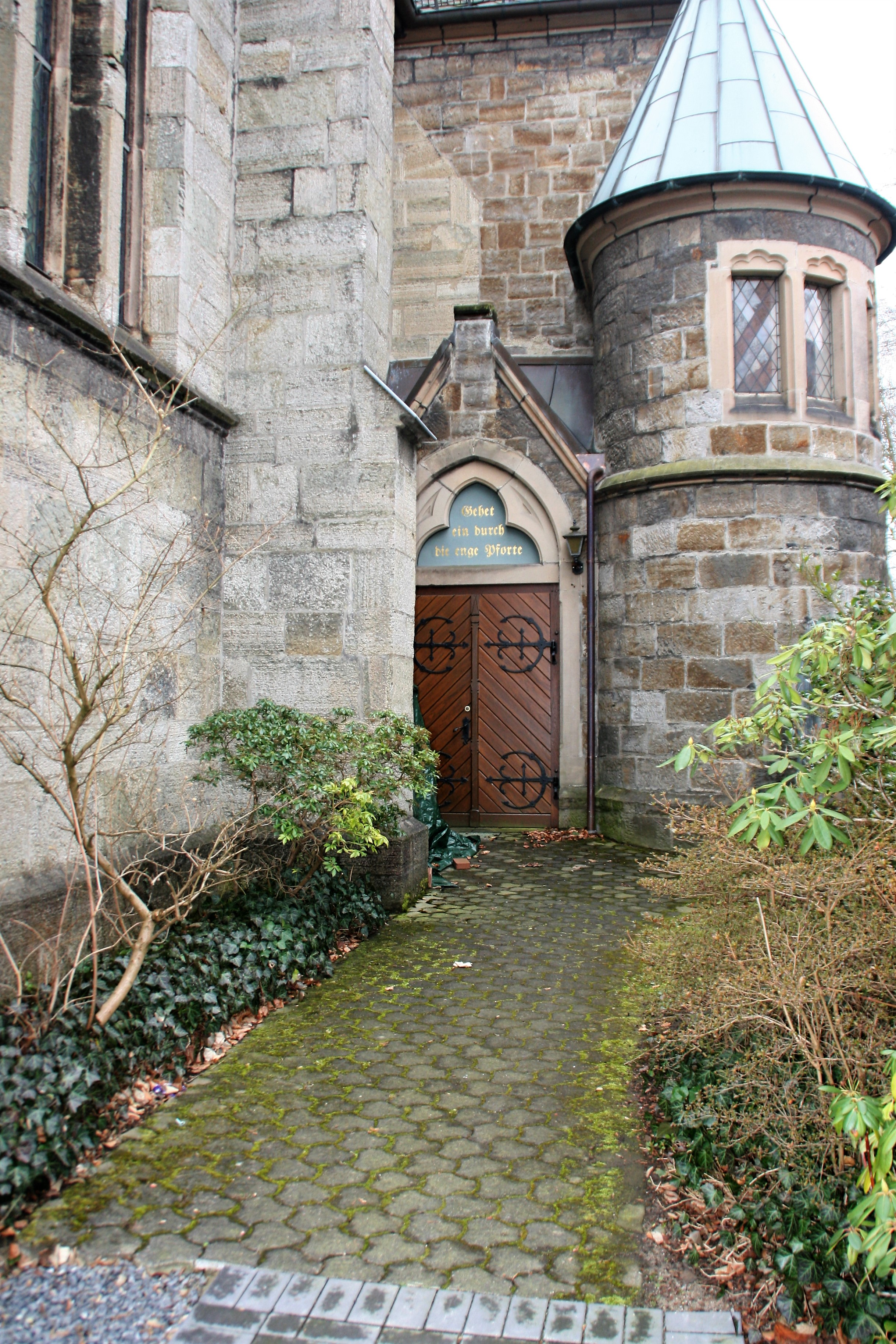
Blick auf das Haupt- (linke Bildhälfte) und das später angebaute Seitenschiff

Die Christuskirche Neheim ist eine evangelische Kirche im Arnsberger Stadtteil Neheim-Hüsten.
Es handelt sich um einen in den Jahren 1860 bis 1862 errichteten neugotischen dreischiffigen Bau. In den Jahren 1897 bis 1899 wurde das Hauptschiff der Kirche verlängert. Es wurde zu der Zeit auch ein Seitenschiff mit Empore hinzugefügt, was insbesondere an den in Größe und Art sich unterscheidenden Steinen zu erkennen ist, die beim Bau des Haupt- und des Seitenschiffs benutzt wurden.
Der mittig über dem Eingangsportal errichtete Turm verfügt über eine Turmuhr und ein sechseckiges Kegeldach, das aus der Formgebung des Schaftes entsteht. Oberhalb des Eingangsbereiches befindet sich ein einzelnes gotisches Spitzbogenfenster mit Maßwerk – zwei Dreipässen, einem Vierpass – aus Grünsandstein. Am gesamten Bau sind die konstruktiven Bauelemente eines gotischen Sakralbaues besonders gut zu erkennen, speziell durch die verwendeten Stütz- und Strebepfeiler.
Zusammen mit Bauten aus dem späten 19. Jahrhundert, vorwiegend im Stil des Historismus und einzelnen Fachwerkbauten, bildet die Burgstraße, an der sich die Kirche befindet, das historisch bedeutendste Ensemble in Neheim.
Die Kirche steht seit 1983 unter Denkmalschutz.
Im Jahr 1973 bekam in die Christuskirche eine Steinmann-Orgel, die Anfang 2012 von dem Orgelbauunternehmen Gebrüder Stockmann gründlich überarbeitet wurde. Es wurden Register umgestellt sowie einige Holzpfeifen und eine Posaune im Pedal ergänzt. Der neobarocke Klangstil wurde geändert, da er vielen Organisten, die das Instrument spielten, nicht mehr gefiel.
Im Jahr 2015 wurde neben der Kirche ein neues Gemeindehaus erbaut. Der Bau war in der Gemeinde umstritten. Das Gebäude erhielt 2020 die Auszeichnung des Landes Nordrhein-Westfalens "Vorbildliche Bauten NRW 2020."